# Список об'єктів Світової спадщини ЮНЕСКО в Словаччині
У списку об'єктів Світової спадщини ЮНЕСКО в Словаччині є 7 найменувань (станом на 2015 рік).
У цій таблиці об'єкти розташовані у хронологічному порядку їх додавання до списку Світової спадщини ЮНЕСКО. 
Кольорами у списку позначено:

## Список
| № | Зображення | Назва | Розташування | Час створення               | Рік внесення до списку                         | №                                                  | Критерії    |
| - | ---------- | --- | --- | --------------------------- | ---------------------------------------------- | -------------------------------------------------- | ----------- |
| 1 |            | Історичний центр Банська Штявниця і технічні пам'ятки околиць (словац. Historické centrum mesta Banská Štiavnica a technické pamiatky okolia) | Банська Штявниця | Середні віки—XVIII століття | 1993                                           | 618 [Архівовано 11 липня 2017 у Wayback Machine.]  | iv, v       |
| 2 |            | Левоча, Списький Град і пов'язані з ними культурні пам'ятки (словац. Levoča, Spišský hrad a pamiatky okolia) | Кошицький край—Округ: Спішска Нова Вес, Прешовський край | Середні віки                | 1993 (розширено в 2009)                        | 620 [Архівовано 11 липня 2017 у Wayback Machine.]  | iv          |
| 3 |            | Влколинець (словац. Vlkolínec) | Ружомберок | XVIII—XIX століття          | 1993                                           | 622 [Архівовано 11 липня 2017 у Wayback Machine.]  | iv, v       |
| 4 |            | Печери Аггтелека і Словацького Карсту (словац. Jaskýň Aggtelek krasu a Slovenského krasu) | біля Рожняви (спільно з Угорщиною ) |                             | 1995 (розширено в 2000, незначні зміни в 2008) | 725 [Архівовано 19 липня 2017 у Wayback Machine.]  | viii        |
| 5 |            | Місто-заповідник Бардіїв (словац. Bardejov mestská pamiatková rezervácia) | Бардіїв | Середні віки—XVIII століття | 2000                                           | 973 [Архівовано 11 липня 2017 у Wayback Machine.]  | iii, iv     |
| 6 |            | Букові праліси Карпат та інших регіонів Європи (англ. Ancient and Primeval Beech Forests of the Carpathians and Other Regions of Europe) * Гавешський праліс (Полонини) * Рожок (Полонини) * Стужиця - Буковський Врх (Полонини) * Удава (Полонини) * Вигорлат | Словаччина (спільно з Австрією , Албанією , Бельгією , Болгарією , Боснією і Герцеговиною , Іспанією , Італією , Німеччиною , Північною Македонією , Польщею , Румунією , Словенією , Україною , Францією , Хорватією , Чехією , Швейцарією ) | —                           | 2007 (розширено у 2011, 2017 та 2021 роках)    | 1133                                               | ix          |
| 7 |            | Дерев'яні церкви словацьких Карпат (словац. Drevená sakrálna architektúra na Slovensku) | Карпати | XVII—XIX століття           | 2008                                           | 1273 [Архівовано 11 липня 2017 у Wayback Machine.] | iii, iv     |
| 8 |            | Кордони Римської імперії - Дунайський лімес (західний сегмент) (англ. Frontiers of the Roman Empire – The Danube Limes (Western Segment)) * Русовце - Герулата, римський військовий табір (замок) * Русовце - Герулата, будинок з гіпокаустом та поховання * Русовце - Герулата, вікус * Іжа - Целемантія, римський військовий табір (замок) * Іжа - Целемантія, тимчасовий табір (захід) * Іжа - Целемантія, тимчасовий табір (схід) | Словаччина (спільно з Австрією та Німеччиною ) | I століття                  | 2021                                           | 1608                                               | ii, iii, iv |

### Географічне розташування об'єктів
| Банська Штявниця Спишський Град Левоча Влколинець Бардіїв Словацький Карст Букові праліси Карпат Дерев'яні церкви словацьких Карпатclass=notpageimage\| Об'єкти Світової спадщини на мапі Словаччини |

## Попередній список
У таблиці об'єкти розташовані в порядку їх додавання до попереднього списку. У цьому переліку вказані об'єкти, запропоновані урядом Словаччини як кандидати на занесення до списку Всесвітньої спадщини.
| №  | Зображення | Назва | Розташування                                                                            | Час створення       | Рік внесення до списку | №                                                      | Критерії         |
| -- | ---------- | --- | --------------------------------------------------------------------------------------- | ------------------- | ---------------------- | ------------------------------------------------------ | ---------------- |
| 1  |            | Середньовічні церкви в історичних областях Гемер та Абов (словац. Gemer/Abov) | Краї: Кошицький, Банськобистрицький Округи: Рожнява, Рімавска Собота, Ревуца, Брезно    | XIII — XIV століття | 1995                   | 580 [Архівовано 27 квітня 2014 у Wayback Machine.]     | iv               |
| 2  |            | Виноробний регіон Токай (словац. Vinohradnícka oblasť Tokaj) | Край: Кошицький Округ: Требішов                                                         | З XIII століття     | 2002                   | 1684 [Архівовано 5 березня 2013 у Wayback Machine.]    | ii, iii, v       |
| 3  |            | Поля та пасовища в Словаччині (словац. Slovenské lúky a pasienky) | Краї: Банськобистрицький, Пряшівський Округи: Банська Штявниця, Пряшів, Жьяр-над-Гроном | —                   | 2002                   | 1685 [Архівовано 5 березня 2013 у Wayback Machine.]    | v                |
| 4  |            | Мавзолей Хатама Софера (словац. Mauzóleum Chatama Sófera) | Край: Братиславський Округ: Братислава I Місто: Братислава                              | 2002                | 2002                   | 1731 [Архівовано 5 березня 2013 у Wayback Machine.]    | iv, v, vi        |
| 5  |            | Дунайський лімес (лат. Limes Romanus) | Край: Братиславський Округ: Братислава V Найближчий місто: Братислава                   | I — IV століття     | 2002                   | 1732 [Архівовано 5 березня 2013 у Wayback Machine.]    | ii, iii, iv, v   |
| 6  |            | Фортеця Комарно (словац. Fortifikačný systém mesta Komárno) | Край: Нітранський Округ: Комарно Місто: Комарно                                         | З XIV століття      | 2002                   | 1733 [Архівовано 28 листопада 2012 у Wayback Machine.] | i, ii, iv, v     |
| 7  |            | Історичний центр міста Кошиці (словац. Košice-Staré Mesto) | Край: Кошицький Округ: Кошиці I                                                         | З XIII століття     | 2002                   | 1734 [Архівовано 5 березня 2013 у Wayback Machine.]    | ii, iv, v        |
| 8  |            | Розширення: Спишський Град, місто Левоча і пов'язані з ним пам'ятники (словац. Dielo Majstra Pavla z Levoče)                                                                                  | Край: Кошицький Округ: Левоча                                                           | XIV — XV століття   | 2002                   | 1735 [Архівовано 5 березня 2013 у Wayback Machine.]    | i, ii, iv, v     |
| 9  |            | Татранський національний заповідник (словац. Tatranský národný park) | Края: Жилінський, Пряшівський Округи: Ліптовский Мікулаш, Попрад, Тврдошін, Кежмарок    | —                   | 2002                   | 1737 [Архівовано 24 грудня 2013 у Wayback Machine.]    | vii, viii, ix, x |
| 10 |            | Карстові долини в Словаччині (словац. Krasové oblasti na Slovensku) | Края: Пряшівський, Жилінський, Тренчинський                                             | —                   | 2002                   | 1738 [Архівовано 5 березня 2013 у Wayback Machine.]    | viii, ix, x      |
| 11 |            | Культурний та історичний ландшафт Дунайського регіону (словац. Dunaj) | Край: Братиславський, Нітранський                                                       | —                   | 2002                   | 1739 [Архівовано 20 вересня 2017 у Wayback Machine.]   | не вказані       |
| 12 |            | Західні Бещади (словац. Bukovské vrchy) | Край: Пряшівський Округ: Снина                                                          | —                   | 2002                   | 1740 [Архівовано 5 березня 2013 у Wayback Machine.]    | x                |
| 13 |            | Гейзер в Герлянах (словац. Herliansky gejzír) | Край: Кошицький Округ: Кошиці-околиця                                                   | —                   | 2002                   | 1741 [Архівовано 5 березня 2013 у Wayback Machine.]    | vii              |
| 14 |            | Об'єкти Великої Моравії: (словац. Valy v Mikulčiciach / Kostol svätej Margity Antiochijskej (Kopčany)) * Слов'янське городище у Микульчице * Костел святої Маргарити Антіохійської в Копчанах | а) Чехія Край: Південноморавський б) Словаччина Край: Трнавський (Разом з Чехією )      | VI — X століття     | 2007                   | 5093 [Архівовано 5 березня 2013 у Wayback Machine.]    | iii, iv, v, vi   |